# Гоздкув (Лодзинське воєводство)
Гоздкув (пол. Gozdków) — село в Польщі, у гміні Вітоня Ленчицького повіту Лодзинського воєводства.
Населення — 115 осіб (2011).
У 1975-1998 роках село належало до Плоцького воєводства.

## Демографія
Демографічна структура станом на 31 березня 2011 року:
|          | Загалом | Допрацездатний вік | Працездатний вік | Постпрацездатний вік |
| -------- | ------- | ------------------ | ---------------- | -------------------- |
| Чоловіки | 61      | 14                 | 40               | 7                    |
| Жінки    | 54      | 9                  | 32               | 13                   |
| Разом    | 115     | 23                 | 72               | 20                   |